# الصحة النفسية في المملكة المتحدة
تتضمن الصحة العقلية في المملكة المتحدة تدخل القطاعين الحكومي والخاص والمجتمعي في قضايا الصحة العقلية. كانت المملكة المتحدة من أوائل الدول التي أنشأت مصحاتٍ نفسية، كما كانت من أوائل الدول التي تخلّت عنها كوسيلةٍ أساسيةٍ لعلاج المرضى النفسيين. وشهدت ستينيات القرن العشرين فصاعدًا تحوّلًا نحو الرعاية المجتمعية ‏، وهو شكلٌ من أشكال إلغاء المؤسسات. يتم الآن توفير غالبية الرعاية الصحية العقلية من قبل هيئة الخدمات الصحية الوطنية (NHS)، بمساعدة القطاعين الخاص والتطوعي.

## معدل حدوث مشاكل الصحة العقلية
معظم مشاكل الصحة العقلية لا يمكن تعريفها بسهولة. يتم استخدام الدليل التشخيصي والإحصائي الأمريكي للاضطرابات العقلية والتصنيف الإحصائي الدولي للأمراض والمشاكل الصحية ذات الصلة بشكل عام.
وجدت دراسة استقصائية أجريت عام 2017 أن 65% من البريطانيين عانوا من مشكلة في الصحة العقلية، حيث أصيب 26% منهم بنوبة هلع وقال 42% إنهم عانوا من الاكتئاب. وقد توصلت الدراسات الاستقصائية إلى أن مشاكل الصحة العقلية آخذة في الارتفاع منذ عام 2000، على الرغم من أن الوعي المتزايد قد يكون أيضًا عاملاً، وهناك بعض الاتجاهات المعاكسة مثل انخفاض حالات الانتحار. وجدت إحدى الدراسات الاستقصائية أن عدد المستجيبين الذين أفادوا بوجود أفكار انتحارية لديهم في العام الماضي ارتفع من 3.8 في المائة في عام 2000 إلى 5.4 في المائة في عام 2014. تم إجراء استطلاع مختلف في إنجلترا في عام 2014 بواسطة مركز البحوث الاجتماعية الوطني، بالتعاون مع جامعة ليستر (لخدمة هيئة الخدمات الصحية الوطنية الرقمية)، للأشخاص الذين تتراوح أعمارهم بين 16 عامًا فأكثر، والذي أشار إلى أن 1 من كل 5 أشخاص (20%) لديهم أفكار انتحارية على مدار حياتهم.
كان عام 2018 هو العام الأول الذي تسببت فيه عوامل الصحة العقلية مثل التوتر والقلق في أكثر من نصف حالات الغياب عن العمل. وبحسب استطلاع أجراه مكتب الإحصاءات الوطنية على 3500 مشارك، تضاعف عدد البالغين في بريطانيا المصابين بالاكتئاب خلال جائحة فيروس كورونا، حيث عانى 19.2% منهم من الاكتئاب في يونيو/حزيران 2020.
وفقًا لدراسة أجرتها صحيفة «ذا داون» عام 2023، كشف تحقيق وطني حول الصحة النفسية لألف موظف في مناصب تنفيذية بالمملكة المتحدة عن تحديات كبيرة في المجال المهني. أفاد 69% من المديرين التنفيذيين بتعرضهم لضغوط العمل، بينما عانى أكثر من نصفهم (54%) من الإرهاق والاحتراق النفسي، مما دفع 16% منهم إلى طلب إجازات طويلة تصل إلى ثلاثة أشهر. تجلّى إجهاد العمل على شكل قلق ونوبات هلع منتظمة لدى 54% من المشاركين، بينما أفاد 47% بأعراض جسدية مثل خفقان القلب والصداع. إضافةً إلى ذلك، أقرّ 29% من المهنيين ذوي الدخل المرتفع بأفكار انتحارية. علاوةً على ذلك، وجدت الدراسة أن 72% من المديرين التنفيذيين الذين شملهم الاستطلاع أفادوا بمعاناتهم من الاكتئاب، حيث عانى 34% منهم من اكتئاب حاد.
تخفيضات المزايا والعقوبات[متى؟] «لها تأثير سام على الصحة العقلية» وفقًا لمجلس العلاج النفسي في المملكة المتحدة. ارتفعت معدلات القلق الشديد والاكتئاب بين العاطلين عن العمل من 10.1% في يونيو/حزيران 2013 إلى 15.2% في مارس/آذار 2017. وفي عموم السكان، ارتفعت النسبة من 3.4% إلى 4.1%.

### إنجلترا

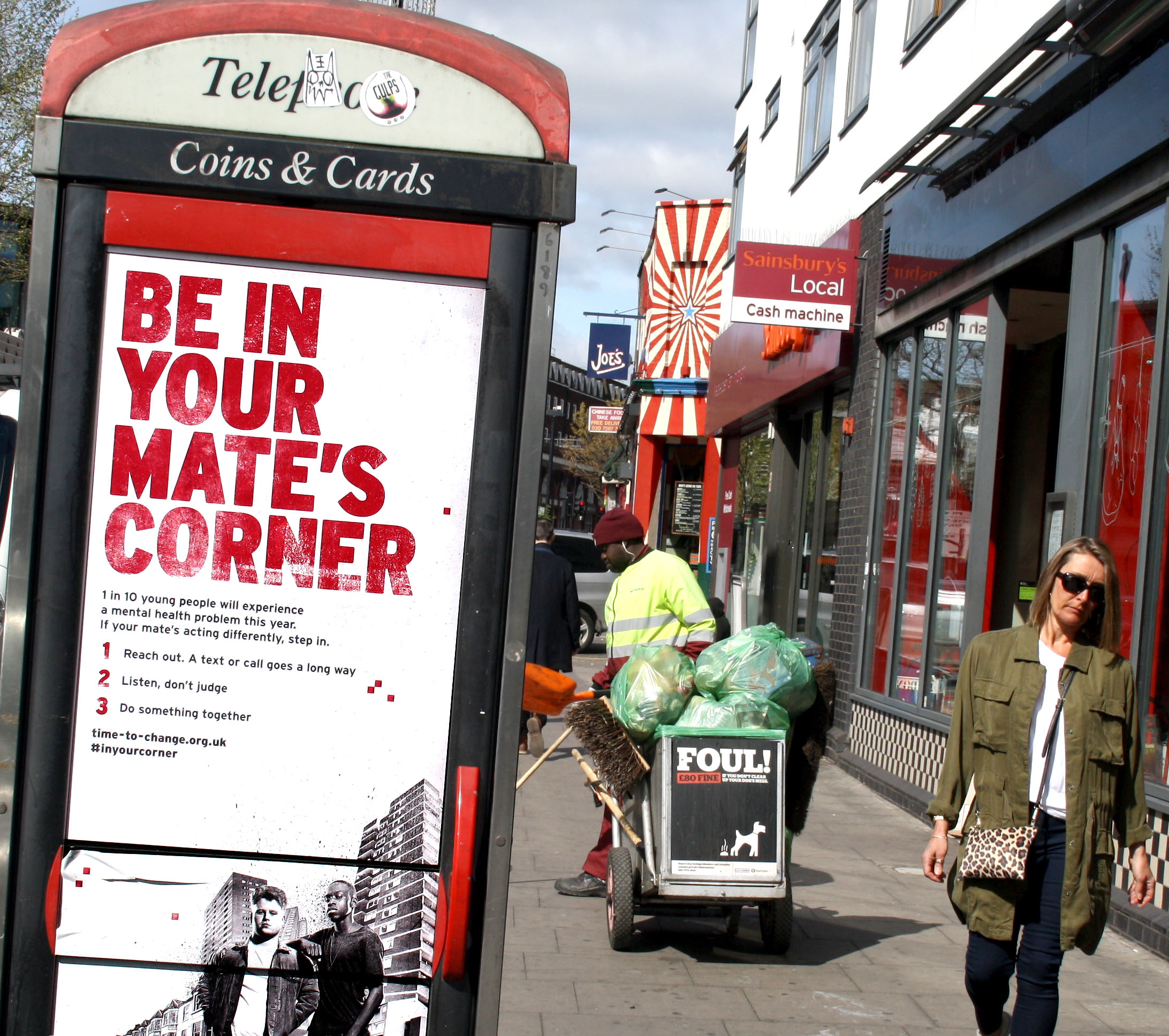
ملصق متعلق بالصحة العقلية على كشك هاتف في منطقة كامدن بلندن عام 2017

قد تختلف تقديرات انتشار الأمراض النفسية اختلافًا كبيرًا، تبعًا لطريقة طرح السؤال. وقد وجد مسح الأمراض النفسية للبالغين لعام 2014 أن واحدًا من كل ستة مشاركين أظهر أعراض اضطراب نفسي شائع في الأيام الأخيرة، وأن واحدًا من كل ثمانية أفاد بتلقيه علاجًا نفسيًا. وفي العام نفسه، وجد المسح الصحي لإنجلترا أن 25% من المشاركين تم تشخيص إصابتهم بمرض عقلي في مرحلة ما من حياتهم، وأن 18% آخرين أصيبوا بمرض لم يتم تشخيصه.

#### الأطفال والمراهقون
في عام 2020، أفادت التقارير أن واحدًا من كل ستة أطفال تتراوح أعمارهم بين 5 و16 عامًا في إنجلترا يعانون من صعوبة محتملة في الصحة العقلية. واحد من كل خمسة أطفال وشباب تتراوح أعمارهم بين 8 و25 عامًا في إنجلترا يعانون من اضطراب عقلي محتمل في عام 2023. أثرت القيود المفروضة استجابةً لجائحة كوفيد-19 سلبًا على الصحة العقلية للأطفال والشباب.
بين عامي 2005 و2017، تضاعف عدد المراهقين (من 12 إلى 17 عامًا) الذين تم وصف مضادات الاكتئاب لهم. ومع ذلك، انخفضت وصفات مضادات الاكتئاب للأطفال الذين تتراوح أعمارهم بين 5 إلى 11 عامًا بين عامي 1999 و2017. منذ أبريل 2015، زادت الوصفات الطبية لكلا الفئتين العمريتين (للأشخاص الذين تتراوح أعمارهم بين 0 و17 عامًا) وبلغت ذروتها خلال الإغلاق الأول بسبب كوفيد-19 في مارس 2020.
بين عامي 1998 و2017، كان الأطفال والمراهقون الذين يعيشون في المناطق المحرومة أكثر عرضة لوصف مضادات الاكتئاب، في حين كان المراهقون السود والآسيويون والأقليات العرقية ‏ أقل عرضة لتلقي الوصفات الطبية من أقرانهم البيض. كان الذكور أكثر عرضة للإبلاغ عن حالات الاكتئاب، ولكن 34.1% فقط منهم وصف لهم الأطباء مضادات الاكتئاب، و65.9% منهم للإناث.

### إسكتلندا
استطلاع رأي[متى؟] في اسكتلندا وجد 26% من المشاركين أنهم واجهوا مشكلة في الصحة العقلية في مرحلة ما من حياتهم، ولكن الرقم ارتفع إذا تم عرض قائمة من الحالات على المشاركين.[بحاجة لمصدر]

### الأشخاص من مجتمع الميم
يعاني الأشخاص من مجتمع الميم من مشاكل الصحة العقلية وخطر الانتحار بشكل غير متناسب مقارنة بغيرهم في المملكة المتحدة. توصلت التقارير إلى وجود درجات أعلى من إيذاء النفس والأفكار الانتحارية ومحاولات الانتحار بين الأشخاص المثليين جنسياً ومزدوجي الميل الجنسي ومغايري الهوية الجنسية في المملكة المتحدة مقارنة بالأشخاص غير المتحولين جنسياً في المملكة المتحدة.

### الانتحار
توفي 6،045 و5،608 و5،675 شخصًا تبلغ أعمارهم 15 عامًا فأكثر منتحرين في جميع أنحاء المملكة المتحدة كل عام من عام 2009 إلى عام 2011 على التوالي.
في عام 2022، سُجِّلت 5642 حالة وفاة بسبب الانتحار في إنجلترا وويلز تحديدًا. وفي العام نفسه، سُجِّلت 762 حالة انتحار محتملة في اسكتلندا. وفي أيرلندا الشمالية، سُجِّلت 203 حالة وفاة بسبب الانتحار في عام 2022.
في عام 2023، كان هناك 7،055 حالة وفاة في المملكة المتحدة مسجلة رسميًا على أنها انتحار، وهو أعلى معدل انتحار في المملكة المتحدة منذ عام 1999.
يعد الانتحار هو القاتل الأكبر للرجال تحت سن الخمسين في المملكة المتحدة.

## علاج الصحة العقلية
في المملكة المتحدة، تقدم خدمات الصحة العقلية للأطفال والمراهقين ‏ (CAMHS) الرعاية الصحية العقلية للأشخاص الذين تقل أعمارهم عن 18 عامًا والذين يعانون من صعوبات في صحتهم العاطفية أو يُعتقد أنهم يعانون من مشاكل سلوكية مستمرة. تقدم خدمات الصحة العقلية للأطفال والشباب وأسرهم إمكانية الوصول إلى الدعم لقضايا الصحة العقلية من منظمات القطاع الثالث (الخيرية)، والاستشارات المدرسية، والرعاية الأولية، بالإضافة إلى خدمات الصحة العقلية المتخصصة. قد تختلف الخدمات الدقيقة المقدمة، بما يعكس التكليف وتوفير الترتيبات المتفق عليها على المستوى المحلي. تعمل خدمات الصحة النفسية للأطفال والمراهقين في إطار مكون من أربعة مستويات. تقدم الفئة الأولى خدمات الصحة العقلية الشاملة بهدف الوقاية. يوفر المستوى الثاني المساعدة المبكرة والرعاية الأكثر استهدافًا من قبل متخصصين في الصحة العقلية. تغطي الفئة الثالثة خدمات الصحة النفسية للأطفال والمراهقين المتخصصة التي تقدم خدمات للاضطرابات الأكثر شدة. المستوى الرابع مخصص للأطفال والشباب الذين يعانون من مشاكل خطيرة ويتم تقديم الرعاية لهم في وحدات نهارية ووحدات داخلية.

### إنجلترا
وارتفعت أعداد المرضى الذين يراجعون أقسام الحوادث والطوارئ بسبب مشاكل نفسية بنسبة 50% بين عامي 2011 و2016 ووصلت إلى 165 ألف مريض في ذلك العام، وهو ما يمثل ما يصل إلى 10% من زيارات أقسام الحوادث والطوارئ في بعض المستشفيات. وكانت هناك دعوات في عام 2017 لزيادة توفير خدمات الطب النفسي للمرضى الداخليين وخدمات الطب النفسي المجتمعية. إن قسم الحوادث والطوارئ مرهق وبعيد عن المثالية بالنسبة للأشخاص الذين يعانون من أزمة الصحة العقلية ولكن العديد من المرضى الذين يعانون من ضائقة نفسية وبعضهم يفكر في الانتحار ليس لديهم مكان آخر يذهبون إليه. في بعض مناطق إنجلترا، قد يتلقى الأشخاص الذين يعانون من أزمة الصحة العقلية الآن رعاية قصيرة الأجل في وحدة اتخاذ القرار في مجال الطب النفسي كبديل للانتظار لفترة طويلة في قسم الطوارئ أو الدخول إلى مستشفى للأمراض النفسية. وتقوم الوحدات الجديدة بتقييم شدة الأزمة وقد تقدم العلاج؛ كما تقوم بتوجيه الأشخاص وإحالتهم إلى خدمات أخرى. ومع ذلك، اعتبارًا من عام 2019، أصبحت الوحدات نادرة، وغالبًا لا تقلل من زيارات قسم الطوارئ أو القبول في المستشفيات النفسية، وعادةً ما تكون تكلفة تشغيلها أعلى من المدخرات التي تحققها على المدى القصير.
لقد زادت بعض خدمات الصحة العقلية، لكن تم تقليص العديد منها. شهدت 40% من صناديق الصحة العقلية تخفيض ميزانيتها.[متى؟] قالت مارغوري والاس من مؤسسة «سين» الخيرية للصحة العقلية: «إن التخفيضات في الخدمات في جميع أنحاء البلاد مستمرة، ولا يزال الأشخاص الذين يطلبون المساعدة يُخذلون».
في ديسمبر 2019، أفادت مجموعة المنظمات التطوعية لذوي الإعاقة ‏ أن 2250 شخصًا من ذوي الاحتياجات الخاصة تم احتجازهم في أماكن إقامة طويلة الأمد تابعة لهيئة الخدمات الصحية الوطنية. 463 كانوا هناك لأكثر من خمس سنوات و 355 لأكثر من 10 سنوات. يبدو أن توفير الرعاية الفعالة في المجتمع أمر بعيد المنال بالنسبة لهؤلاء المرضى.
انخفض عدد أسرة مستشفيات الصحة النفسية التابعة لهيئة الخدمات الصحية الوطنية بنسبة 25% بين عامي 2011 و2021. وكان هناك 23،447 سريراً للصحة النفسية بقيادة استشاريين في عام 2011 و17،610 في عام 2021.

#### الأطفال والمراهقون
في عام 2019 أفادت التقارير أن العديد من الأطفال المصابين بالتوحد في إنجلترا كانوا ينتظرون 137 يومًا أو أكثر بعد الإحالة للتشخيص، مقابل هدف 91 يومًا. في عام 2021 واجه الأطفال ذوي الاحتياجات الصحية العقلية تأخيرات طويلة جدًا قبل تلقي العلاج. 51% انتظروا أقل من أربعة أسابيع، و29% انتظروا من أربعة إلى اثني عشر أسبوعًا، و20% انتظروا أكثر من اثني عشر أسبوعًا. اضطر بعض الأطفال الذين يعانون من مشاكل في الصحة العقلية إلى الذهاب إلى قسم الطوارئ والطوارئ بسبب حدوث أزمة أثناء انتظارهم. تم إدخال بعض الأطفال إلى أجنحة غير مناسبة للبالغين بسبب عدم وجود مكان في أجنحة الأطفال.

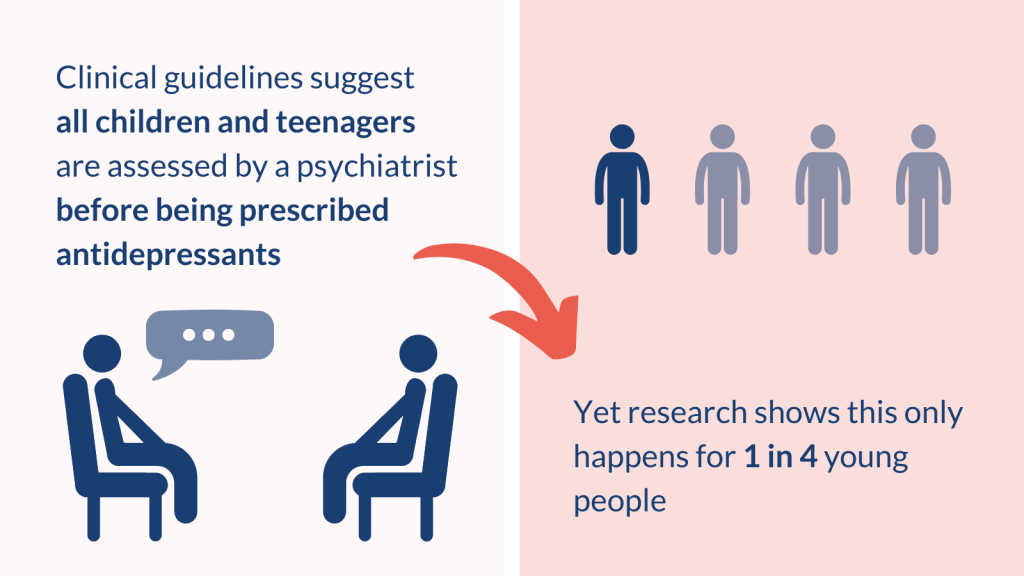
يصف الأطباء العموميون مضادات الاكتئاب لمعظم الأطفال والمراهقين في المملكة المتحدة دون تقييم من قبل طبيب نفسي.

وفقًا لإرشادات المعهد الوطني للتميز في الرعاية الصحية (NICE)، يجب وصف مضادات الاكتئاب للأطفال والمراهقين المصابين بالاكتئاب واضطراب الوسواس القهري (OCD) جنبًا إلى جنب مع العلاج وبعد تقييمهم من قبل طبيب نفسي للأطفال والمراهقين. ومع ذلك، بين عامي 2006 و2017، قام واحد فقط من كل أربعة أطفال تتراوح أعمارهم بين 12 و17 عامًا والذين وصف لهم طبيبهم العام مثبطات استرداد السيروتونين الانتقائية بزيارة طبيب نفسي متخصص، وقام واحد من كل ستة بزيارة طبيب أطفال. نصف هذه الوصفات الطبية كانت لعلاج الاكتئاب و16% لعلاج القلق، ولم يتم ترخيص هذا الأخير للعلاج بمضادات الاكتئاب. من بين الأسباب المحتملة المقترحة لعدم اتباع الأطباء العموميين للمبادئ التوجيهية هي صعوبة الوصول إلى العلاجات الكلامية وقوائم الانتظار الطويلة وإلحاح العلاج. وفقًا لبعض الباحثين، فإن الالتزام الصارم بإرشادات العلاج من شأنه أن يحد من الوصول إلى الأدوية الفعالة للشباب الذين يعانون من مشاكل الصحة العقلية.

### القيود الطبية في المملكة المتحدة
ميثاق ميلفيلدز هو ميثاق إلكتروني يهدف إلى وضع حد لتعليم العاملين في مجال الرعاية الصحية في الخطوط الأمامية جميع حركات التقييد في وضعية الانبطاح (الوجه لأسفل). تشمل المنظمات المعارضة للقيود منظمة مايند ومنظمة إعادة التفكير في المرض العقلي ‏. تزعم منظمة يونغ مايندز والأجندة أن القيود «مخيفة ومهينة» و«تعيد صدمة» المرضى، وخاصة النساء والفتيات اللاتي تعرضن في السابق لاعتداءات جسدية و/أو جنسية. في يونيو 2013 أعلنت حكومة المملكة المتحدة أنها تدرس حظر استخدام التقييد بالوجه لأسفل في مستشفيات الصحة العقلية الإنجليزية. إنهم يعارضون بشكل خاص القيود التي توضع على الوجه لأسفل، والتي تستخدم بشكل غير متناسب على المرضى الإناث.

### الأنظمة
يتم تنظيم علاج الصحة العقلية في إنجلترا وويلز بموجب قانون الصحة العقلية لعام 1983 (المعدل بموجب قانون الصحة العقلية لعام 2007 ‏) وقانون القدرة العقلية لعام 2005، وفي اسكتلندا بموجب قانون الصحة العقلية (الرعاية والعلاج) (اسكتلندا) لعام 2003 ‏، وفي أيرلندا الشمالية بموجب أمر الصحة العقلية (أيرلندا الشمالية) لعام 1986، والذي تم تعديله بموجب أمر الصحة العقلية (التعديل) (أيرلندا الشمالية) لعام 2004. في إنجلترا، يتضمن التشريع سلطة قبول المتهمين بارتكاب جرائم ليتم احتجازهم كمرضى مقيدين إذا تم استيفاء شروط معينة.:4

## المقترحات
بدأت هيئة تحسين الخدمات الصحية الوطنية ‏ خططًا لمساعدة المؤسسات في إنجلترا على دمج الرعاية الصحية العقلية والجسدية في يونيو 2017. قالت كلير مردوخ ‏ إن الأمر سيتطلب أكثر من 10 آلاف موظف لتقديم التحسينات الموعودة في الخدمة.

## التاريخ
كان قانون المصحات العقلية لعام 1774 ‏ أول تشريع في المملكة المتحدة يتناول الصحة العقلية. تم إنشاء ملاجئ للأمراض العقلية بتمويل خاص على نطاق واسع خلال القرن التاسع عشر. سمح قانون ملاجئ المقاطعات لعام 1808 ‏ لقضاة الصلح بتوفير مؤسسات لرعاية «المصابين بالفقراء»، ولكن لم يُلزمهم بذلك، حتى يمكن إخراجهم من دور العمل والسجون. أنشأ قانون الجنون لعام 1845 ‏ مجلس مفوضي الجنون ‏. كان القضاة ملزمين ببناء ملاجئ للأمراض العقلية بتمويل من الضرائب المحلية ‏.
في عام 1859، كان هناك حوالي 36000 شخص مصنفين على أنهم مجانين في جميع أشكال الرعاية في إنجلترا وويلز. تم تصنيف حوالي 31 ألف شخص على أنهم فقراء و 5 آلاف منهم كانوا مرضى خاصين. كان أكثر من 17 ألفًا من الفقراء يقيمون في ملاجئ المقاطعات أو يعملون بعقود في منازل مرخصة، وكان حوالي 7 آلاف منهم يقيمون في دور العمل، بينما كان عدد مماثل يعيش «مع الأصدقاء أو في مكان آخر». عشرة في المائة من مستشفيات العمل ‏ توفر أقسامًا منفصلة للمصابين بأمراض عقلية. سمح قانون الجنون لعام 1862 بالقبول الطوعي. أي شخص كان مريضًا في أي نوع من المستشفيات العقلية خلال السنوات الخمس السابقة يمكنه الدخول إلى منزل مرخص كمقيم متطوع. يمكن لمفوضي الجنون نقل المجانين من دور العمل إلى ملاجئ المقاطعات، ويمكن نقل المجانين المزمنين غير المؤذيين من المصحات المزدحمة إلى دور العمل.

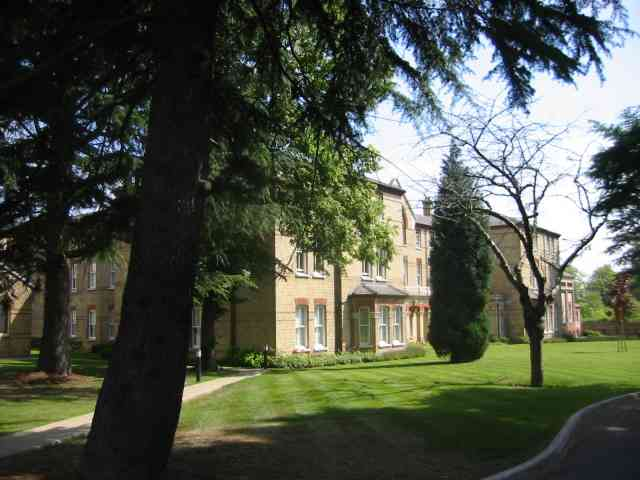
، بالقرب من لندن

أنشأت هيئة ملاجئ العاصمة ‏، التي أنشئت بموجب قانون الفقراء في العاصمة عام 1867 ‏ (30 و31 فيكتوريا الفصل 6)، ملجأين كبيرين في لندن، مستشفى ليفزدن للأمراض العقلية ‏ وملجأ كاترهام للأمراض العقلية ‏. تم بناؤها وفقًا لتصميمات مماثلة من قبل نفس المهندس المعماري وكان من المقرر أن يستوعب كل منها 1560 مريضًا في ستة كتل من ثلاثة طوابق لـ 860 أنثى وخمس كتل لـ 700 ذكر. وقد تم توسيعهما بحوالي 500 مكان خلال خمس سنوات. في عام 1870 كان هناك حوالي 46500 حالة من حالات الصحة العقلية السيئة: 25500 في ملاجئ المقاطعات، و1500 في المؤسسات المسجلة، و11500 في دور العمل، والباقي في الخارج مع الأقارب. في عام 1876، كان هناك ما يقرب من 65 ألف شخص مصنفين على أنهم مصابون باضطراب عقلي في إنجلترا وويلز. ولم يتضح بعد ما إذا كان هناك بالفعل زيادة في انتشار الأمراض العقلية.
منذ حوالي عام 1870 كانت هناك تحركات لفصل ما كان يسمى آنذاك بالأطفال الأغبياء عن البالغين. افتتحت مدرسة دارينث ‏ لـ 500 طفل من ذوي الإعاقات التعلمية من قبل مجلس اللجوء الحضري في عام 1878، وتم افتتاح مؤسسة منفصلة بجوار المدرسة، مع أماكن إقامة لـ 1000 شخص بالغ، في عام 1880. ألزم قانون الأمراض العقلية لعام 1890 ‏ السلطات المحلية بتوفير مؤسسات لرعاية المرضى النفسيين. وبحلول عام 1938، كان هناك 131 ألف مريض في مستشفيات الأمراض العقلية التابعة للسلطات المحلية في إنجلترا وويلز، و13 ألفًا في ملاجئ المقاطعات في اسكتلندا، حيث كانت هناك أيضًا سبعة ملاجئ ملكية للأمراض العقلية. كانت المستشفيات العقلية مكتظة وتفتقر إلى الموظفين.
لم تكن خدمات الصحة العقلية متكاملة مع خدمات الصحة البدنية عندما تم تأسيس هيئة الخدمات الصحية الوطنية في عام 1948. استمر النقص في الأموال والموظفين والمباني. نظم اتحاد موظفي الخدمات الصحية ‏ حظراً على العمل الإضافي في عام 1956، وهو أول عمل صناعي وطني في هيئة الخدمات الصحية الوطنية. قام إيان ماكليود بزيادة الإنفاق الرأسمالي منذ عام 1954، على أمل زيادة عدد الأسرة بنحو 2800 سرير. أدى ارتفاع أعداد المرضى، وخاصة كبار السن، إلى تحول في السياسة بعيدًا عن المؤسسات ونحو مراكز الرعاية النهارية والرعاية المجتمعية ‏.
في عام 1961 ألقى إينوك باول، وزير الصحة آنذاك، خطابه في برج المياه. وقال «بعد خمسة عشر عامًا قد لا تكون هناك حاجة لأكثر من نصف عدد الأماكن في المستشفيات للأمراض العقلية كما هو الحال اليوم». وقد شكل هذا تحولاً نحو الرعاية في المجتمع ‏، وهي النسخة البريطانية من إلغاء المؤسسات، والتي اكتسبت المزيد من الزخم بسبب سلسلة من الفضائح حول المستشفيات التي تقدم رعاية طويلة الأمد منذ عام 1968 فصاعداً.
في عام 1998، بدأت خدمات الصحة العقلية للأطفال والمراهقين ‏ (CAMHS) في التأسيس، لتحل محل نهج سابق متعدد التخصصات للتوجيه للأطفال. يتلقى الأطفال، عمومًا حتى سن ترك المدرسة، الدعم من خدمات الصحة النفسية للأطفال والمراهقين التي يتم تنظيمها محليًا في كثير من الأحيان من قبل منطقة الحكومة المحلية ‏، والتي تديرها هيئة الخدمات الصحية الوطنية ولكن يتم تمويلها بشكل مشترك من قبل هيئة الخدمات الصحية الوطنية والحكومة المحلية.
في اليوم العالمي للصحة العقلية لعام 2018، عينت رئيسة الوزراء تيريزا ماي جاكي دويل برايس ‏ كأول وزيرة للوقاية من الانتحار ‏ في المملكة المتحدة. وقد حدث هذا بينما استضافت الحكومة أول قمة عالمية للصحة العقلية على الإطلاق.
في سبتمبر 2023، ألغى زعيم حزب العمال كير ستارمر منصب وزير الصحة العقلية من حكومة الظل التابعة له ‏. قالت روزينا ألين خان ‏، التي شغلت المنصب سابقًا في حكومته، إن ستارمر «لا يرى مساحة لحقيبة الصحة العقلية في حكومة حزب العمال». ردت الرئيسة التنفيذية للجمعية البريطانية للاستشارات والعلاج النفسي ‏، آنا داروي، قائلة إن هذا «يظهر تجاهلًا مخيبًا للآمال للصحة العقلية للأمة ونقصًا مقلقًا في الاستشراف بشأن إحدى القضايا الرئيسية التي تواجه المملكة المتحدة الآن وعلى مدى السنوات القادمة، وخاصة بين الشباب»

## للقراءة الإضافية
- Tory manifesto promises to tackle 'injustice' of mental health but will give no extra funding for services. The Independent. Author – Katie Forster. Published 18 May 2017. Retrieved 25 August 2017.
- Mental health still losing out in NHS funding, report finds. The Guardian. Author – Denis Campbell. Published 16 January 2018. Retrieved 26 January 2018.

## وصلات خارجية
- خدمات الصحة العقلية على موقع هيئة الخدمات الصحية الوطنية